# Museu Upernavik
El Museu d'Upernavik és un museu a Upernavik, una ciutat al nord-oest de Groenlàndia. És el museu més antic de Groenlàndia, amb una extensa col·lecció d'art local. Té la seva pròpia Junta del Museu que selecciona els artistes, després de la recomanació del conservador del museu.